# Joanne Rowlingová
Joanne Rowlingová CH, OBE, HonFRSE, FRCPE, FNCS, FRSL (v angličtině Joanne Rowling) (* 31. července 1965 Yate), píšící pod jménem J. K. Rowlingová (J. K. Rowling) či pseudonymem Robert Galbraith, je britská spisovatelka, známá zejména díky sedmidílné řadě knih o čarodějnickém učni Harrym Potterovi, která získala celosvětový úspěch včetně řady ocenění a nyní více než 500 milionů prodaných kopií.
Kromě psaní knih je Rowlingová známá také svým životním příběhem, kdy se z života na sociálních dávkách stala během pěti let multimilionářkou. Nedělník The Sunday Times v roce 2008 odhadl její majetek na 560 milionů GBP (1,1 miliard USD) a označil ji za 12. nejbohatší ženu v Británii. Forbes ji označil jako 48. nejvlivnější celebritu roku 2007. Stala se filantropkou, podporuje organizace jako Comic Relief, One Parent Families a Multiple Sclerosis Society of Great Britain.

## Jméno
Úřední jméno spisovatelky je Joanne Rowling, nikoliv Joanne Kathleen Rowling, jak se někdy uvádí. Vydavatelství Bloomsbury při vydání prvního dílu Harryho Pottera chtělo, aby se křestní jméno autorky na obálkách objevilo jen jako dvě iniciály. Obávalo se totiž menšího prodeje úvodního dílu, pokud by bylo zřejmé, že jeho autorem je žena. Joanne se zkrátilo na J., a protože Rowlingová nemá žádné prostřední jméno, použila jako druhou iniciálu jméno po své babičce Kathleen. Na obálkách se tak objevilo J. K. Rowling (v češtině J. K. Rowlingová). Sama si vždy křestním jménem nechávala říkat „Jo“.

## Život před vydáním Harryho Pottera
Joanne Rowlingová se narodila v Yate, Gloucestershire ve Spojeném království v roce 1965. Společně se svou matkou, otcem a sestrou Dianne se přestěhovala do Winterbourne, Bristolu a nakonec do Tutshillu. Rodiče Rowlingové Peter a Anne Rowlingovi se seznámili ve vlaku, což mělo později velký vliv na její fantazii. Navštěvovala Wyedeanskou střední školu, kde často svým přátelům vyprávěla příběhy. V roce 1990 podlehla její matka ve věku 45 let dlouhotrvajícímu boji s roztroušenou sklerózou. Jako vysokoškolské zaměření si na nátlak rodičů vybrala francouzštinu, což později označila za životní chybu. Po ročním pobytu v Paříži, který byl součástí jejích vysokoškolských studií, se vrátila do Anglie, kde pracovala hlavně pro Amnesty International. Nápad na příběh o kouzelnickém učni dostala během cesty vlakem z Manchesteru do Londýna. Na cílové zastávce měla již vymyšlenou většinu postav a základní děj prvního dílu série – Harry Potter a Kámen mudrců. Rowlingová se přestěhovala do Portugalska, aby zde vyučovala angličtinu. Zde se vdala za portugalského televizního reportéra Jorga Arantese. V roce 1993 se jim narodila dcera Jessica Rowlingová Arantesová. Manželství ale nevydrželo a Rowlingová se před rozvodem v roce 1994 vrátila spolu se svojí dcerou do Edinburghu.
Nezaměstnaná Rowlingová dokončila v tomto skotském městě práce na prvním dílu, přičemž některé části psala po edinburských kavárnách. Koluje pověst o tom, že v kavárnách psala, aby se vyhnula svému nevytápěnému bytu. Ona sama to však popřela. Není tajemstvím, že při psaní první knihy Harry Potter a Kámen mudrců čerpala Rowlingová sociální dávky, konkrétně podporu v nezaměstnanosti. 

## Život po vydání Harryho Pottera
Po obrovském úspěchu prvního dílu napsala Rowlingová 6 dalších pokračování a 3 doplňkové knihy, které byly vydány ve prospěch nadace Comic Relief. Prodej knihy udělal z Rowlingové multimilionářku, v roce 2001 si tak mohla koupit luxusní sídlo ve stylu 19. století u břehu řeky Tay ve Skotsku. V tom samém roce se zde vdala za Dr. Neila Murraye.
Série o Harrym Potterovi má celkem 7 částí. Všechny knihy byly přeloženy do mnoha světových jazyků, do češtiny většinu z nich přeložil Pavel Medek. Nakladatelství Albatros, které má v ČR na tuto sérii exkluzivní práva, vydalo český překlad první knihy 31. ledna 1998.
Přes obrovský úspěch knih (nebo snad právě kvůli němu) se Rowlingové nevyhnula ani řada problémů. Vydání pátého dílu (Harry Potter a Fénixův řád) se zdrželo kvůli nařčení z plagiátorství spisovatelkou Nancy Stoufferovou. Soud nakonec rozhodl ve prospěch Joanne Rowlingové. Autorka si také chtěla od psaní na chvíli odpočinout, protože během psaní čtvrtého dílu se cítila přepracovaná. Nakonec však donutila nakladavatelství posunout datum publikace a na pátý díl celé série tak měla celé tři roky klidného psaní. Rowlingová prohlásila, že část tohoto času strávila i na psaní jiných knih než pokračování Harryho Pottera.
Na konci roku 2003 dostala Rowlingová nabídku televizního producenta Russella T. Daviese na spolupráci při tvorbě slavného britského sci-fi seriálu Doctor Who. I když byla nabídkou nadšená, musela ji nakonec odmítnout, protože už pracovala na dalším dílu série. Ten nese v originále jméno Harry Potter and the Half-blood Prince (Harry Potter a princ dvojí krve). Těsně před Vánoci 2004 oznámila Rowlingová dokončení knihy, datum vydání bylo stanoveno na polovinu roku 2005, kniha vyšla 16. července 2005, česky vyšla 19. prosince 2005, nelegálně se však začala prodávat už dřív.
Rowlingová se stejně jako řada dalších literárních, hudebních či filmových osobností, krátce objevila jako postavička v americkém kresleném sitcomu Simpsonovi.
Rowlingová při vytváření postav často čerpala ze svého okolí. Postava Severuse Snapea byla údajně inspirována jedním z jejích bývalých učitelů, který k ní byl nenávistný. Naopak jedna z hlavních postav, Hermiona Grangerová, má předlohu v samotné Rowlingové. Jedná se tak o její méně zlobivou verzi, jak sama uvedla. 

### LGBT
Rowlingová se opakovaně vyjadřovala k tematice osob LGBT. V červnu 2020 na sociální síti Twitter uvedla, že menstruovat mohou pouze osoby ženského pohlaví. V dubnu 2024 pak podpořila odbornou zprávu, podle které není osobám mladším 18 let doporučena změna pohlaví. Její vyjádření vyvolala řadu kritiky.

### Příběhy o Harrym Potterovi

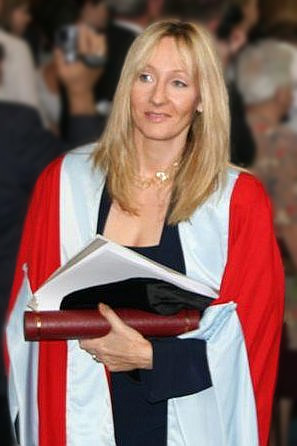
J. K. Rowlingová po získání čestného doktorátu z Aberdeenské univerzity

#### Knihy
- 1997 – Harry Potter a Kámen mudrců (Harry Potter and the Philosopher's Stone)
- 1998 – Harry Potter a Tajemná komnata (Harry Potter and the Chamber of Secrets)
- 1999 – Harry Potter a vězeň z Azkabanu (Harry Potter and the Prisoner of Azkaban)
- 2000 – Harry Potter a Ohnivý pohár (Harry Potter and the Goblet of Fire)
- 2003 – Harry Potter a Fénixův řád (Harry Potter and the Order of the Phoenix)
- 2005 – Harry Potter a princ dvojí krve (Harry Potter and the Half-Blood Prince)
- 2007 – Harry Potter a relikvie smrti (Harry Potter and the Deathly Hallows)

#### Divadelní hra
- 2016 – Harry Potter a prokleté dítě (Harry Potter and Cursed Child) – divadelní hra Jacka Thorna na námět, který napsal spolu s J. K. Rowlingovou a režisérem Johnem Tiffanym. Jde v podstatě o pokračování série knih o Harrym Potterovi. Samotná hra je rozdělena na dva díly, knižní vydání (2016) vyšlo v jednom svazku.[13]

### Doplňkové knihy k Harrymu Potterovi
- 2001 – Famfrpál v průběhu věků (Quidditch Through the Ages)
- 2001 – Fantastická zvířata a kde je najít (Fantastic Beasts and Where to Find Them)
- 2007 – Bajky barda Beedleho (The Tales of Beedle the Bard)

První dvě doplňkové knihy napsala Rowlingová pod pseudonymy. Jedná se o skutečné verze knih, které jsou zmíněny v samotném příběhu o Harrym. Fantastická zvířata je učebnice, ve které jsou v abecedním pořadí uvedeni různí fantastičtí tvorové, zatímco Famfrpál je nejoblíbenější knihou v celé bradavické školní knihovně. Vytištěné jsou včetně poznámek na okrajích listů a instrukcí od Albuse Brumbála. V Bajkách barda Beedleho si můžeme přečíst pohádky, které čarodějové čtou svým dětem. Veškerý výtěžek jde na konto nejznámější britské charitativní nadace – Comic Relief. Rowlingová obdarovala řadu různých charitativních organizací, zejména však přispívá na výzkum a léčení roztroušené sklerózy, které podlehla spisovatelčina matka. Podle Rowlingové matčina smrt hluboce poznamenala její autorský styl.

### Filmy

#### Harry Potter a …
Filmová verze prvního dílu Harry Potter a Kámen mudrců byla uvedena v roce 2001 a o rok později přišel do kin i Harry Potter a Tajemná komnata. Oba filmy se setkaly s diváckým úspěchem, kritika jim však vytýká řadu nedostatků a jednoznačně nebyly přijaty ani fanoušky knižní předlohy.
Se změnou režiséra přišla ve filmové verzi třetího dílu mnohem temnější atmosféra. Harryho Pottera a vězně z Azkabanu (uveden 2004) režíroval Alfonso Cuarón, jehož práci Rowlingová obdivovala již před natáčením Harryho. Autorka označila adaptaci třetího dílu jako svoji nejoblíbenější.[zdroj?] Čtvrtý díl (Ohnivý pohár) byl vypuštěn do kin ČR 1. 12. 2005, pátý díl (Fénixův řád) 19. 7. 2007, šestý díl (Princ dvojí krve) 16. 7. 2009. Poslední kniha, Harry Potter a relikvie smrti byla ve filmovém zpracování rozdělena do dvou dílů režírovaných Davidem Yatesem. První část měla premiéru 18. 11. 2010, druhá 14. 7. 2011.
Rowlingová odmítla návrhy filmařů, aby byly filmy natáčeny ve Spojených státech nebo s americkými herci. Jen neochotně dovolila vydavatelům změnit název první knihy na „američtější“ Sorcerer's Stone, a to ještě omezila jen na USA. Ve filmech na britských hercích trvala, kvůli čemuž sérii nakonec odmítl režírovat Steven Spielberg. Tvůrcem scénářů je Steven Kloves, kterému Rowlingová asistuje, aby se ujistila, že děj filmů nebude odporovat budoucímu ději knih. Podle svých slov prozradila Klovesovi o zbývajících dílech více, než komukoliv jinému. Také prý řekla několik detailů, které se týkají jejich postav, Alanu Rickmanovi a Robiemu Coltraneovi.

#### Prequely Harryho Pottera
V roce 2016 byl uveden první díl filmové ságy Fantastická zvířata a kde je najít, která se odehrává ve 20. až 40. letech 20. století a je prequelem příběhů Harryho Pottera. Režie se opět ujal David Yates. Pokračování se jménem Fantastická zvířata: Grindelwaldovy zločiny mělo v Česku premiéru 15. listopadu 2018, třetí díl byl do kin uveden v dubnu 2022. Studio Warner Bros. plánovalo natočení celkem pěti dílů, kvůli klesajícím příjmům bylo ale natočení zbývajících dvou epizod zastaveno.
J. K Rowlingová k filmům napsala scénáře (třetí ve spolupráci se Stevenem Klovesem), všechny tři již vyšly knižně.
- 2016 – Fantastická zvířata a kde je najít - původní scénář (Fantastic Beasts and Where to Find Them)
- 2018 – Fantastická zvířata: Grindelwaldovy zločiny - původní scénář (Fantastic Beasts: The Crimes of Grindelwald)
- 2022 – Fantastická zvířata: Brumbálova tajemství - původní scénář (Fantastic Beasts: The Secrets of Dumbledore)

### Další knihy

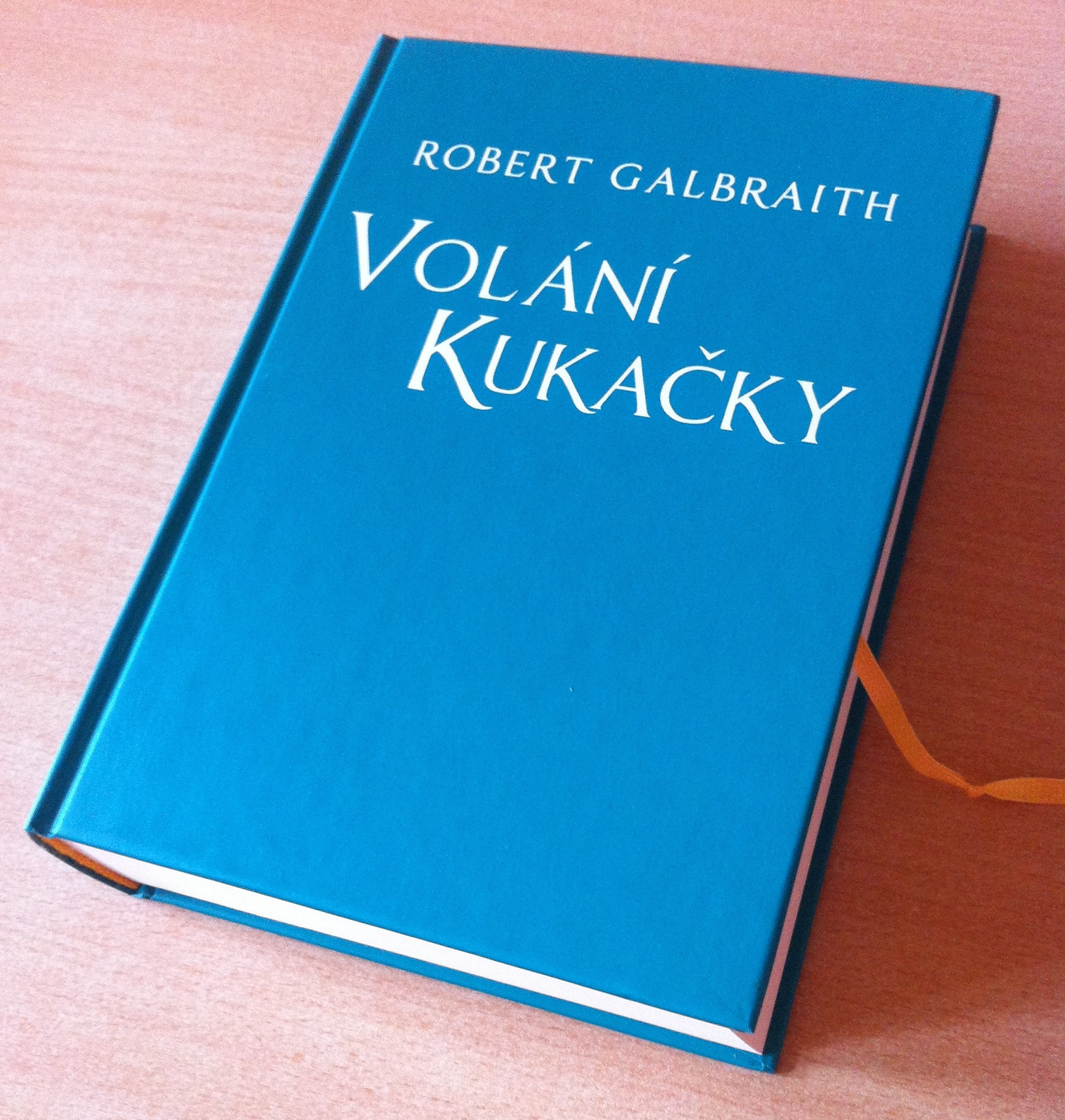
Kniha Volání kukačky (vydaná pod pseudonymem Robert Galbraith)

Po dokončení série o Potterovi napsala Rowlingová i další díla, které nemají s kouzelnickým světem nic společného. Tyto knihy jsou zasazeny do reálného světa, kde se vyskytují anglické reálie, existující osoby (např. Gordon Brown je zmiňován ve Volání kukačky) atd.
- 2012 – Prázdné místo (The Casual Vacancy, česky 2013)

Další dětské knihy
- 2021 - Vánoční prasátko (The Christmas Pig, česky 2021)

Knihou Volání kukačky začala Rowlingová pod pseudonymem Robert Galbraith psát sérii knih o soukromém detektivovi Cormoranu Strikeovi.
- 2013 – Volání kukačky (The Cuckoo's Calling, česky 2014)
- 2014 – Hedvábník (The Silkworm, česky 2015)
- 2015 – Ve službách zla (Career of Evil, česky 2016)[16]
- 2018 – Smrtící bílá (Lethal White, česky 2019)
- 2020 – Neklidná krev (Troubled Blood, česky 2022)
- 2022 – Černočerné srdce (The Ink Black Heart, česky 2024)
- 2023 – Hladový hrob (The Running Grave, česky 2025)

## Soudní spory
Rowlingová vedla kvůli Harrymu Potterovi několik soudních sporů.

### Nancy Stoufferová
Na konci 90. let začala Nancy Stoufferová veřejně prohlašovat, že série o Harrym Potterovi je postavena na jejích knihách z 80. let, například The Legend of Rah and the Muggles a Larry Potter and His Best Friend Lilly.
V roce 2001 Rowlingová, Scholastic Press (americký vydavatel série) a Warner Bros. přenechali zjišťování, zda došlo k porušení copyrightu či registrovaných ochranných známek Stroufferové, na soudu. Právníci Rowlingové označili velkou část tvrzení Stroufferové za podvrh a požadovali uvalení sankcí na Stroufferovou spolu se zaplacením svých soudních výdajů. Soud rozhodl ve prospěch Rowlingové s tím, že Stroufferová vypovídala lživě a zfalšovala podklady tak, aby podporovaly její tvrzení. Stroufferová pak dostala pokutu 50 000 USD a musela zaplatit i část soudních výdajů.
V lednu 2004 soud sdělil, že odmítl odvolání Stroufferové, neboť (podle soudu) v žádném případě není možné dojít k závěru, že by mohlo dojít k záměně konkrétních znaků obou děl.
Obě autorky používají sporné termíny s odlišným významem. V dílech Rowlingové znamená označení „Mudla“ (v originále „Muggle“) běžného člověka bez kouzelnických schopností, zatímco Stroufferová tímto slovem označuje malé, bezvlasé postavičky s našpičatělými hlavami. Kromě toho, knihy o Harrym Potterovi mají rozsah románu a jejich cílovou skupinu tvoří zejména starší děti a dospělí, zatímco Stroufferová tvořila krátké knížky určené nejmenším dětem. Na základě toho předchozí soud správně zamítl požadavky Stroufferové.

### New York Daily News
Dne 19. června 2003 Rowlingová oznámila, spolu s americkým vydavatelem Scholastic, že podávají žalobu na New York Daily News o 100 milionů USD, neboť tyto noviny otiskly informace o pátém dílu Harry Potter a Fénixův řád ještě před oficiálním vydáním knihy. Konkrétně deník uveřejnil souhrn děje a několik krátkých citací. Doprovodná fotografie zobrazovala dvě stránky knihy s čitelným textem. Situace byla ale komplikovaná kvůli faktu, že novinář deníku knihu koupil v obchodě, jehož prodavač si údajně neuvědomil, že knihu může začít prodávat až po datu oficiálního vydání.

## Rodina
Rowlingová se vdala v roce 2001 za Dr. Neila Murraye. Soukromý obřad proběhl ve spisovatelčině sídle ve Skotsku. O dva roky později se jim narodil syn David Gordon Rowling Murray a v roce 2005 dcera Mackenzie Jean Rowling Murray. Z prvního manželství s Jorgem Arantesem má Rowlingová dceru Jessicu Rowling Arantes 1993.